# Vencer el pasado
Vencer el pasado (cách điệu thành Vencer el p@sado; tiếng Anh: Overcoming the Past) là một telenovela của Mexico được công chiếu lần đầu trên Las Estrellas vào ngày 12 tháng 7 năm 2021. Bộ truyện được sản xuất bởi Rosy Ocampo.. Loạt phim là sản phẩm thứ ba của loạt phim "Vencer". Loạt phim đề cập đến nhiều vấn đề như bắt nạt kỹ thuật số, lạm dụng mạng xã hội và phá thai. Phim có sự tham gia của dàn diễn viên chính gồm Angelique Boyer, Sebastián Rulli, Erika Buenfil, Africa Zavala, Manuel "Flaco" Ibáñez, Leticia Perdigón, Ferdinando Valencia và Horacio Pancheri.

## Tóm tắt nội dung
Bộ phim kể về bốn người phụ nữ cố gắng vượt qua bất hạnh. Nhận ra rằng những gì được đăng trên mạng xã hội không bao giờ bị xóa bỏ, họ phải tìm ra giải pháp để sống trong hiện tại và tập trung vào một tương lai tích cực nếu muốn vượt qua những trở ngại trong quá khứ.

## Diễn viên
- Angelique Boyer trong vai Renata Sánchez Vidal[7]
- Sebastián Rulli trong vai Mauro Álvarez
- Erika Buenfil trong vai Carmen Medina[8]
- Africa Zavala trong vai Fabiola Mascaró[9]
- Manuel "Flaco" Ibáñez trong vai Camilo Sánchez
- Leticia Perdigón trong vai Sonia Vidal
- Ferdinando Valencia trong vai Javier Mascaró
- Horacio Pancheri trong vai Alonso Cancino
- Otto Sirgo trong vai Eusébio Valencia
- Dacia González
- Arantza Ruiz as Mariluz Blanco[10]
- Roberto Blandón trong vai Heriberto Cruz Núñez
- Beatriz Moreno trong vai Doña Efigenia "Efi" Cruz
- Cynthia Alesco trong vai Ana Solís
- Arena Ibarra trong vai Natalia
- Luis Curiel trong vai Rodrigo Valencia
- Miguel Martínez trong vai Erik Sánchez Vidal
- Sebastián Poza trong vai Ulises Cruz Medina
- Iván Bronstein trong vai Isidro Roca Benavides
- Alberto Lomnitz trong vai Arturo
- Andrés Vásquez trong vai Dimitri "Dimi"[11]
- Ana Paula Martínez as Danna Cruz Medina[12]
- André de Regil trong vai Oliver Cruz Medina
- André Real
- Camila Nuñez
- Carlos Bonavides trong vai Padre Antero
- Gabriela Núñez trong vai Zoila
- Ignacio Guadalupe trong vai Gaudencio
- Andrea Locord trong vai Norma
- Elías Toscano trong vai Benito
- Cruz Rendel trong vai Eleazar Tolentino
- Fer Manzano Moctezuma trong vai José
- Ricardo Manuel Gómez
- Leonardo Daniel trong vai Lisandro Mascaró
- Diego Olivera trong vai Lucio Tinoco
- María Perroni trong vai Rita Lozano

### Ngôi sao khách mời
- Claudia Álvarez trong vai Ariadna López Hernández[13]
- Matías Novoa trong vai Claudio Fonssetti[9]
- Gabriela Rivero trong vai Brenda Zermeño Carranza
- Valentina Buzzurro trong vai Gemma Corona[11]
- Jade Fraser trong vai Cristina Durán[14]